# Sternotherus depressus
Sternotherus depressus là một loài rùa trong họ Kinosternidae. Loài này được Tinkle & Webb mô tả khoa học đầu tiên năm 1955.

## Hình ảnh

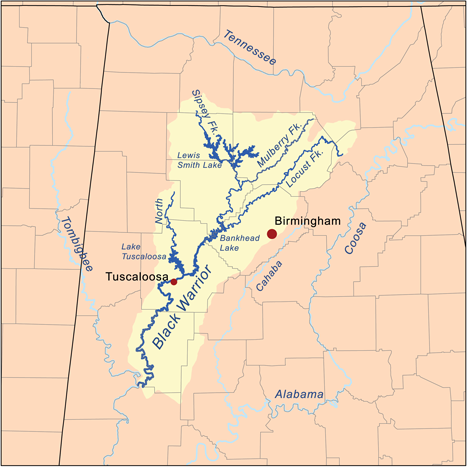